# Eugen Herzog
Eugen Herzog (n. 14 aprilie 1875, Viena – d. 17 decembrie 1928, Cernăuți) a fost un filolog austriac, profesor la Universitatea din Cernăuți.
A scris în colaborare cu Sextil Pușcariu un manual de limba română publicat la Cernăuți în 1919 și reeditat în 1920.